# Осинова (Ялуторовский район)
Осинова — деревня в Ялуторовском районе Тюменской области. Входит в Асланинское сельское поселение. Сибирско-татарское название деревни - Пумаер. 

## География
Деревня находится на берегу реки Тобол и озера Помоир.
В деревне четыре улицы: Коммуны, Утренняя, Ишмухамедова, Речная.

## Общая физико-географическая характеристика
Часовой пояс
Осинова, как и вся Тюменская область, находится в часовой зоне МСК+2. Смещение применяемого времени относительно UTC составляет +5:00.

## Транспорт
На окраине проходит автодорога регионального значения 71А-2107 Ялуторовск — Ярково (идентификационный номер: 71 ОП РЗ 71А-2107).

## Население
| 2010 | 2014 |
| ---- | ---- |
| 163  | ↗234 |